# Balduin I de Flandra
Balduin I (n.c. 830 – d. 879), cunoscut ca Balduin Braț de Fier (supranume consemnat prima dată în secolul al XII-lea), a fost primul conte de Flandra.

## Biografie
În vremea în care Balduin a apărut consemnat pentru prima dată în documente, el era deja conte, probabil tot în regiunea Flandrei, însă nu se cunoaște determinarea geografică a comitatului său inițial. Contele Balduin a devenit cunoscut atunci când a fugit împreună cu prințesa Iudita, fiica lui Carol cel Pleșuv, rege al Franciei Occidentale. Iudita fusese anterior căsătorită cu regele Ethelwulf de Wessex și apoi cu fiul acestuia, Aethelbald, după moartea căruia în 860, ea revenise în Franța.
În jurul Crăciunului anului 861, la îndemnul lui Balduin și cu consimțământul fratelui ei Ludovic, Iudita a părăsit orașul Senlis unde se afla în custodie după ce se întorsese din Anglia. Ea a fugit în nord cu contele Balduin. Carol nu a acordat permisiunea de căsătorie și a încercat să îl captureze pe Balduin, trimițând scrisori lui Rorik de Dorestad și episcopului Hungar prin care le interzicea să acorde adăpost celor doi fugari.
După ce Balduin și Iudita au dejucat planurile lui Carol de a-i captura, acesta i-a instigat pe episcopii săi să-i excomunice. Iudita și Balduin au contracarat această măsură au călătorit la Roma pentru a se supune judecății papei Nicolae I. Cei doi au avut succes, iar Carol a fost nevoit să accepte situația. Căsătoria lor a avut loc pe 13 decembrie 862 în Auxerre. În 870 Balduin a obținut Abația Sf. Petru din Gent și se presupune că tot atunci ar fi dobândit comitatele Flandra și Waasland sau părți din acestea. În continuare Balduin s-a dovedit un susținător constant al lui Carol cel Pleșuv și a jucat un rol important în continuarea războaielor contra vikingilor. În 877 el este numărat printre cei dornici să îl susțină pe fiul lui Carol Ludovic cel Gângav. Treptat Balduin a extins teritoriul comitatului său, care a devenit unul dintre principatele mari din Francia Occidentală. 

Balduin a murit în 879 și a fost înmormântat în abația St. Bertin, lângă Saint-Omer.

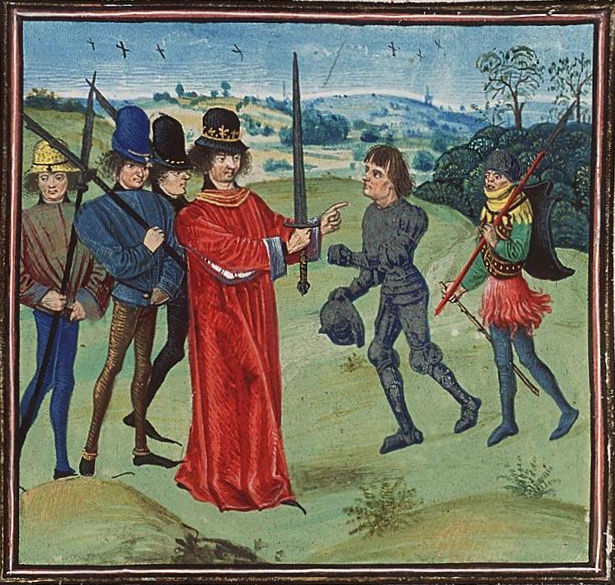
Numirea lui Balduin I „Braț de Fier” ca primul Conte de Flandra de Carol cel Pleșuv, regele francilor apuseni

## Căsătorie și descendenți
Balduin I s-a căsătorit în 862 cu Iudita, fiica cea mare a lui Carol cel Pleșuv. Din căsătoria lor au rezultat patru copii:
- Carol (n.c. 864/865 – d. 876);
- Balduin (c. 865/867 – d. 918), al doilea conte de Flandra ;
- Raoul (n.c. 867 – d. 896), conte de Cambrai în 888, executat de Herbert I de Vermandois;
- Gunédilde de Flandra (în flamandă Winidilde), probabil căsătorită cu Guifred cel Păros.